# Hugo Haelschner
Hugo Philipp Egmont Haelschner (Hirschberg, 1817. március 29. – Bonn, 1889. március 17.) német kriminalista.

## Élete
Boroszlóban és Berlinben jogot tanult, 1843-ban magántanár lett Bonnban, 1847-ben rendkívüli, 1850-ben rendes tanárrá, 1868-ban pedig az Urak Házának (Herrenhaus) élethossziglani tagjává nevezték ki. 1870-től titkos igazságügyi tanácsos volt.

## Nevezetesebb művei
- Die preussische Verfassungsfrage (Bonn, 1846);
- Die Staatserbfolge der Herzogtümer Schleswig-Holstein (uo. 1846),
- Das preussische Strafecht (3 rész, uo. 1855-68),
- Die Lehre vom Unrecht und seinen verschiedenen Formen (uo. 1869),
- Beiträge zur Beurteilung des Entwurfs eines Strafgesetzbuchs für den Norddeutschen Bund (uo. 1870),
- Das gemeine deutsche Strafrecht systematisch dargestellt (2 köt., uo. 1881-87).